# Континентальный кубок по хоккею с шайбой 2016/2017
Континентальный кубок по хоккею с шайбой 2016/17 — 20-й розыгрыш Континентального кубка под эгидой ИИХФ, который проходил с 30 сентября 2016 года по 15 января 2017 года. Всего в турнире приняли участие 17 стран, каждую из которых представляла одна команда.
Впервые за семь лет в суперфинале кубка континента приняла участие британская команда «Ноттингем Пантерс», которая и победила в турнире. Победа явилась самым большим международным успехом для клуба и дала ему возможность сыграть в Лиге Чемпионов в следующем сезоне, после официального утверждения списка участников CHL.

## Участвующие команды
В розыгрыше Континентального кубка по хоккею с шайбой 2016/2017 года принимают участие 17 команд из 17 стран. 4 команды начали турнир с первого раунда, 7 — со второго и 6 — с третьего. В суперфинал выйдут команды, занявшие первые и вторые места на третьем этапе.
| Раунд        | Группа | Дата                         | Место проведения | Команды                                                                       |
| ------------ | ------ | ---------------------------- | ---------------- | ----------------------------------------------------------------------------- |
| Первый раунд | A      | 30 сентября — 2 октября 2016 | София            | Ирбис-Скейт Партизан ХК Бат-Ям Зейтинбурну                                    |
| Второй раунд | B      | 21 — 23 октября 2016         | Хака             | Хака Ноттингем Пантерс Лиепая Победитель группы A                             |
| Второй раунд | C      | 21 — 23 октября 2016         | Тыхы             | Тыхы Мишкольци Йегешмедвек Дунаря Акрони Есенице                              |
| Третий раунд | D      | 18 — 20 ноября 2016          | Оденсе           | Оденсе Бульдогс Анже Дакс Донбасс Победитель группы В                         |
| Третий раунд | E      | 18 — 20 ноября 2016          | Ренон            | Риттен Спорт Шахтёр Солигорск Бейбарыс Победитель группы С                    |
| Суперфинал   | F      | 13 — 15 января 2017          | Ренон            | Победитель группы D Победитель группы E 2-е место группы D 2-е место группы E |

## Первый раунд
Матчи первого раунда пройдут с 30 сентября по 2 октября 2016 года в Софии, Болгария. Победитель группы выходит во второй раунд.
|  | Команда, выходящая во второй раунд |

### Группа A
| М | Команда     | И | В | ВО | ПО | П | ШЗ | ШП | РШ  | О |
| - | ----------- | - | - | -- | -- | - | -- | -- | --- | - |
| 1 | Зейтинбурну | 3 | 3 | 0  | 0  | 0 | 32 | 6  | +26 | 9 |
| 2 | Партизан    | 3 | 2 | 0  | 0  | 1 | 12 | 14 | -2  | 6 |
| 3 | Ирбис-Скейт | 3 | 1 | 0  | 0  | 2 | 9  | 13 | -4  | 3 |
| 4 | ХК Бат-Ям   | 3 | 0 | 0  | 0  | 3 | 10 | 30 | -20 | 0 |

Время местное (UTC+3).
| 30 сентября 2016 16:00 | Партизан | 5 : 4 (2:2, 0:1, 3:1) | ХК Бат-Ям | Зимний дворец спорта, София Зрителей: 150 |

| Отчёт | Отчёт                              | Отчёт | Отчёт                        | Отчёт                  |
| --- | ---------------------------------- | --- | ---------------------------- | ---------------------- |
| |                                    | |                              |                        |
| | Милан Лукович                      | Вратари | 00:00-59:52 — Максим Гохберг | Судья: Андрей Симанков |
| | Голы:                              | |                              | Судья: Андрей Симанков |
| Драган Комажеч (В. Лютовач) — 09:59 Ненад Ранкович(бол.) (Д. Комажеч, М. Павлович) — 14:41 Александар Вукович — 46:10 Никола Новакович(мен.) — 51:44 Павел Огрижович — 59:27 (Д. Комажеч) | 0:1 :1 2:1 2:2 2:3 2:4 3:4 4:4 5:4 | 03:09 — Артём Верный (Е. Кожевников) 19:36 — Артём Верный(бол.) (Е. Кожевников, И. Гринберг) 35:31 — Артём Верный(бол.) (Я. Юмашев) 41:51 — Егор Валеев(бол.) (Е. Кожевников, А. Верный) |                              | Судья: Андрей Симанков |
| |                                    | |                              | Судья: Андрей Симанков |
| |                                    | |                              | Судья: Андрей Симанков |
| |                                    | |                              | Судья: Андрей Симанков |
| 36 мин | Штраф                              | 22 мин |                              | Судья: Андрей Симанков |
| |                                    | |                              |                        |
| | 51                                 | Броски | 23                           |                        |

| 30 сентября 2016 20:15 | Зейтинбурну | 5 : 1 (1:0, 0:1, 4:0) | Ирбис-Скейт | Зимний дворец спорта, София Зрителей: 520 |

| Отчёт | Отчёт                   | Отчёт                        | Отчёт            | Отчёт                |
| --- | ----------------------- | ---------------------------- | ---------------- | -------------------- |
| |                         |                              |                  |                      |
| | Никита Сандырев         | Вратари                      | Димитар Димитров | Судья: Миха Хебайсен |
| | Голы:                   |                              |                  | Судья: Миха Хебайсен |
| Константин Кучкин — 04:20 (А. Перонмаа) Константин Кучкин — 44:57 Серкан Гюмюш — 55:07 (Ю. Карс) Серкан Гюмюш — 56:21 (Б. Данфорд) Олег Задоенко (бол.) — 58:52 (К. Кучкин) | 1:0 1:1 2:1 3:1 4:1 5:1 | 27:11 — Иван Малиньяк (бол.) |                  | Судья: Миха Хебайсен |
| |                         |                              |                  | Судья: Миха Хебайсен |
| |                         |                              |                  | Судья: Миха Хебайсен |
| |                         |                              |                  | Судья: Миха Хебайсен |
| 31 мин | Штраф                   | 59 мин                       |                  | Судья: Миха Хебайсен |
| |                         |                              |                  |                      |
| | 39                      | Броски                       | 28               |                      |

| 1 октября 2016 13:00 | Партизан | 3 : 8 (1:3, 2:0, 0:5) | Зейтинбурну | Зимний дворец спорта, София Зрителей: 149 |

| Отчёт  | Отчёт | Отчёт  | Отчёт | Отчёт                 |
| ------ | ----- | ------ | ----- | --------------------- |
|        |       |        |       |                       |
|        |       |        |       | Судья: Мирослав Ларец |
|        |       |        |       |                       |
|        |       |        |       |                       |
|        |       |        |       |                       |
|        |       |        |       |                       |
|        |       |        |       |                       |
| 30 мин | Штраф | 30 мин |       |                       |
|        |       |        |       |                       |
|        | 30    | Броски | 32    |                       |

| 1 октября 2016 17:00 | Ирбис-Скейт | 6 : 4 (2:0, 1:2, 3:2) | ХК Бат-Ям | Зимний дворец спорта, София Зрителей: 420 |

| Отчёт  | Отчёт | Отчёт  | Отчёт | Отчёт                  |
| ------ | ----- | ------ | ----- | ---------------------- |
|        |       |        |       |                        |
|        |       |        |       | Судья: Андрей Симанков |
|        |       |        |       |                        |
|        |       |        |       |                        |
|        |       |        |       |                        |
|        |       |        |       |                        |
|        |       |        |       |                        |
| 20 мин | Штраф | 14 мин |       |                        |
|        |       |        |       |                        |
|        | 51    | Броски | 31    |                        |

| 2 октября 2016 13:00 | ХК Бат-Ям | 2 : 19 (0:5, 1:6, 1:8) | Зейтинбурну | Зимний дворец спорта, София Зрителей: 40 |

| Отчёт  | Отчёт | Отчёт  | Отчёт | Отчёт                |
| ------ | ----- | ------ | ----- | -------------------- |
|        |       |        |       |                      |
|        |       |        |       | Судья: Миха Хебайсен |
|        |       |        |       |                      |
|        |       |        |       |                      |
|        |       |        |       |                      |
|        |       |        |       |                      |
|        |       |        |       |                      |
| 28 мин | Штраф | 22 мин |       |                      |
|        |       |        |       |                      |
|        | 10    | Броски | 49    |                      |

| 2 октября 2016 17:00 | Ирбис-Скейт | 2 : 4 (1:2, 0:1, 1:1) | Партизан | Зимний дворец спорта, София Зрителей: 350 |

| Отчёт  | Отчёт | Отчёт  | Отчёт | Отчёт                 |
| ------ | ----- | ------ | ----- | --------------------- |
|        |       |        |       |                       |
|        |       |        |       | Судья: Мирослав Ларец |
|        |       |        |       |                       |
|        |       |        |       |                       |
|        |       |        |       |                       |
|        |       |        |       |                       |
|        |       |        |       |                       |
| 20 мин | Штраф | 26 мин |       |                       |
|        |       |        |       |                       |
|        | 32    | Броски | 31    |                       |

## Второй раунд
Матчи второго раунда прошли с 21 по 23 октября 2016 года в Хака (Испания) и Тыхы (Польша). Победители групп вышли в третий раунд.
|  | Команды, вышедшие в третий раунд |

### Группа В
| М | Команда           | И | В | ВО | ПО | П | ШЗ | ШП | РШ  | О |
| - | ----------------- | - | - | -- | -- | - | -- | -- | --- | - |
| 1 | Ноттингем Пантерс | 3 | 3 | 0  | 0  | 0 | 28 | 4  | +24 | 9 |
| 2 | Лиепая            | 3 | 2 | 0  | 0  | 1 | 19 | 6  | +13 | 6 |
| 3 | Зейтинбурну       | 3 | 1 | 0  | 0  | 2 | 9  | 23 | -14 | 3 |
| 4 | Хака              | 3 | 0 | 0  | 0  | 3 | 7  | 30 | -23 | 0 |

Время местное (UTC+2).
| 21 октября 2016 16:30 | Лиепая | 8 : 1 (1:0, 4:1, 3:0) | Зейтинбурну | Ледовый Павильон Хака, Хака Зрителей: 300 |

| Отчёт | Отчёт | Отчёт  | Отчёт | Отчёт                               |
| ----- | ----- | ------ | ----- | ----------------------------------- |
|       |       |        |       |                                     |
|       |       |        |       | Судья: Даниэль Ренц Кристоф Штернат |
|       |       |        |       |                                     |
|       |       |        |       |                                     |
|       |       |        |       |                                     |
|       |       |        |       |                                     |
|       |       |        |       |                                     |
| 8 мин | Штраф | 26 мин |       |                                     |
|       |       |        |       |                                     |
|       | 67    | Броски | 13    |                                     |

| 21 октября 2016 20:00 | Хака | 2 : 13 (2:6, 0:5, 0:2) | Ноттингем Пантерс | Ледовый Павильон Хака, Хака Зрителей: 800 |

| Отчёт  | Отчёт | Отчёт  | Отчёт | Отчёт                                 |
| ------ | ----- | ------ | ----- | ------------------------------------- |
|        |       |        |       |                                       |
|        |       |        |       | Судья: Ведран Крчелич Владимир Снасел |
|        |       |        |       |                                       |
|        |       |        |       |                                       |
|        |       |        |       |                                       |
|        |       |        |       |                                       |
|        |       |        |       |                                       |
| 14 мин | Штраф | 8 мин  |       |                                       |
|        |       |        |       |                                       |
|        | 21    | Броски | 52    |                                       |

| 22 октября 2016 16:30 | Ноттингем Пантерс | 12 : 1 (3:0, 5:0, 4:1) | Зейтинбурну | Ледовый Павильон Хака, Хака Зрителей: 200 |

| Отчёт  | Отчёт | Отчёт  | Отчёт | Отчёт                              |
| ------ | ----- | ------ | ----- | ---------------------------------- |
|        |       |        |       |                                    |
|        |       |        |       | Судья: Ведран Крчелич Даниэль Ренц |
|        |       |        |       |                                    |
|        |       |        |       |                                    |
|        |       |        |       |                                    |
|        |       |        |       |                                    |
|        |       |        |       |                                    |
| 16 мин | Штраф | 20 мин |       |                                    |
|        |       |        |       |                                    |
|        | 80    | Броски | 16    |                                    |

| 22 октября 2016 20:00 | Лиепая | 10:2 (2:1, 4:0, 4:1) | Хака | Ледовый Павильон Хака, Хака Зрителей: 1000 |

| Отчёт  | Отчёт | Отчёт  | Отчёт | Отчёт                                  |
| ------ | ----- | ------ | ----- | -------------------------------------- |
|        |       |        |       |                                        |
|        |       |        |       | Судья: Владимир Снасел Кристоф Штернат |
|        |       |        |       |                                        |
|        |       |        |       |                                        |
|        |       |        |       |                                        |
|        |       |        |       |                                        |
|        |       |        |       |                                        |
| 12 мин | Штраф | 18 мин |       |                                        |
|        |       |        |       |                                        |
|        | 47    | Броски | 14    |                                        |

| 23 октября 2016 16:30 | Ноттингем Пантерс | 3 : 1 (2:1, 1:0, 0:0) | Лиепая | Ледовый Павильон Хака, Хака Зрителей: 750 |

| Отчёт  | Отчёт | Отчёт  | Отчёт | Отчёт                               |
| ------ | ----- | ------ | ----- | ----------------------------------- |
|        |       |        |       |                                     |
|        |       |        |       | Судья: Даниэль Ренц Владимир Снасел |
|        |       |        |       |                                     |
|        |       |        |       |                                     |
|        |       |        |       |                                     |
|        |       |        |       |                                     |
|        |       |        |       |                                     |
| 12 мин | Штраф | 12 мин |       |                                     |
|        |       |        |       |                                     |
|        | 29    | Броски | 38    |                                     |

| 23 октября 2016 20:00 | Зейтинбурну | 7 : 3 (1:1, 3:2, 3:0) | Хака | Ледовый Павильон Хака, Хака Зрителей: 850 |

| Отчёт  | Отчёт | Отчёт  | Отчёт | Отчёт                                 |
| ------ | ----- | ------ | ----- | ------------------------------------- |
|        |       |        |       |                                       |
|        |       |        |       | Судья: Ведран Крчелич Кристоф Штернат |
|        |       |        |       |                                       |
|        |       |        |       |                                       |
|        |       |        |       |                                       |
|        |       |        |       |                                       |
|        |       |        |       |                                       |
| 76 мин | Штраф | 51 мин |       |                                       |
|        |       |        |       |                                       |
|        | 24    | Броски | 37    |                                       |

### Группа C
| М | Команда               | И | В | ВО | ПО | П | ШЗ | ШП | РШ  | О |
| - | --------------------- | - | - | -- | -- | - | -- | -- | --- | - |
| 1 | Тыхы                  | 3 | 2 | 0  | 1  | 0 | 18 | 4  | +14 | 7 |
| 2 | Мишкольци Йегешмедвек | 3 | 2 | 0  | 0  | 1 | 11 | 7  | +4  | 6 |
| 3 | Акрони Есенице        | 3 | 0 | 2  | 0  | 1 | 6  | 7  | -1  | 4 |
| 4 | Дунаря                | 3 | 0 | 0  | 1  | 2 | 3  | 20 | -17 | 1 |

Время местное (UTC+2).
| 21 октября 2016 15:30 | Мишкольци Йегешмедвек | 4 : 1 (0:1, 2:0, 2:0) | Акрони Есенице | Зимний стадион Тыхы, Тыхы Зрителей: 100 |

| Отчёт  | Отчёт | Отчёт  | Отчёт | Отчёт                                |
| ------ | ----- | ------ | ----- | ------------------------------------ |
|        |       |        |       |                                      |
|        |       |        |       | Судья: Антон Кислов Кристиан Перссон |
|        |       |        |       |                                      |
|        |       |        |       |                                      |
|        |       |        |       |                                      |
|        |       |        |       |                                      |
|        |       |        |       |                                      |
| 14 мин | Штраф | 33 мин |       |                                      |
|        |       |        |       |                                      |
|        | 32    | Броски | 16    |                                      |

| 21 октября 2016 19:00 | Дунаря | 0 : 12 (0:3, 0:2, 0:7) | Тыхы | Зимний стадион Тыхы, Тыхы Зрителей: 1450 |

| Отчёт  | Отчёт | Отчёт  | Отчёт | Отчёт                                     |
| ------ | ----- | ------ | ----- | ----------------------------------------- |
|        |       |        |       |                                           |
|        |       |        |       | Судья: Жульен Сдауденманн Кристиан Викман |
|        |       |        |       |                                           |
|        |       |        |       |                                           |
|        |       |        |       |                                           |
|        |       |        |       |                                           |
|        |       |        |       |                                           |
| 14 мин | Штраф | 2 мин  |       |                                           |
|        |       |        |       |                                           |
|        | 10    | Броски | 73    |                                           |

| 22 октября 2016 14:30 | Мишкольци Йегешмедвек | 5 : 1 (1:0, 1:0, 3:1) | Дунаря | Зимний стадион Тыхы, Тыхы Зрителей: 100 |

| Отчёт  | Отчёт | Отчёт  | Отчёт | Отчёт                                   |
| ------ | ----- | ------ | ----- | --------------------------------------- |
|        |       |        |       |                                         |
|        |       |        |       | Судья: Кристиан Перссон Кристиан Викман |
|        |       |        |       |                                         |
|        |       |        |       |                                         |
|        |       |        |       |                                         |
|        |       |        |       |                                         |
|        |       |        |       |                                         |
| 12 мин | Штраф | 16 мин |       |                                         |
|        |       |        |       |                                         |
|        | 49    | Броски | 27    |                                         |

| 22 октября 2016 18:00 | Тыхы | 1 : 2(OT) (0:0, 1:0, 0:1, 0:1) | Акрони Есенице | Зимний стадион Тыхы, Тыхы Зрителей: 1600 |

| Отчёт  | Отчёт | Отчёт  | Отчёт | Отчёт                                  |
| ------ | ----- | ------ | ----- | -------------------------------------- |
|        |       |        |       |                                        |
|        |       |        |       | Судья: Антон Кислов Жульен Сдауденманн |
|        |       |        |       |                                        |
|        |       |        |       |                                        |
|        |       |        |       |                                        |
|        |       |        |       |                                        |
|        |       |        |       |                                        |
| 18 мин | Штраф | 6 мин  |       |                                        |
|        |       |        |       |                                        |
|        | 41    | Броски | 26    |                                        |

| 23 октября 2016 14:30 | Акрони Есенице | 3 : 2(Б) (1:1, 1:1, 0:0, 0:0, 1:0) | Дунаря | Зимний стадион Тыхы, Тыхы Зрителей: 100 |

| Отчёт | Отчёт | Отчёт  | Отчёт | Отчёт                                      |
| ----- | ----- | ------ | ----- | ------------------------------------------ |
|       |       |        |       |                                            |
|       |       |        |       | Судья: Кристиан Перссон Жульен Сдауденманн |
|       |       |        |       |                                            |
|       |       |        |       |                                            |
|       |       |        |       |                                            |
|       |       |        |       |                                            |
|       |       |        |       |                                            |
| 2 мин | Штраф | 6 мин  |       |                                            |
|       |       |        |       |                                            |
|       | 33    | Броски | 34    |                                            |

| 23 октября 2016 18:00 | Тыхы | 5 : 2 (2:1, 0:1, 3:0) | Мишкольци Йегешмедвек | Зимний стадион Тыхы, Тыхы Зрителей: 2650 |

| Отчёт  | Отчёт | Отчёт  | Отчёт | Отчёт                               |
| ------ | ----- | ------ | ----- | ----------------------------------- |
|        |       |        |       |                                     |
|        |       |        |       | Судья: Антон Кислов Кристиан Викман |
|        |       |        |       |                                     |
|        |       |        |       |                                     |
|        |       |        |       |                                     |
|        |       |        |       |                                     |
|        |       |        |       |                                     |
| 12 мин | Штраф | 37 мин |       |                                     |
|        |       |        |       |                                     |
|        | 39    | Броски | 17    |                                     |

## Третий раунд
Матчи третьего раунда прошли с 18 по 20 ноября 2016 года в Оденсе (Дания) и Реноне (Италия). Команды, занявшие первые два места в группах, вышли в суперфинал.
|  | Команды, вышедшие в суперфинал |

### Группа D
| М | Команда           | И | В | ВО | ПО | П | ШЗ | ШП | РШ | О |
| - | ----------------- | - | - | -- | -- | - | -- | -- | -- | - |
| 1 | Ноттингем Пантерс | 3 | 2 | 0  | 0  | 1 | 10 | 10 | 0  | 6 |
| 2 | Оденсе Бульдогс   | 3 | 2 | 0  | 0  | 1 | 9  | 8  | +1 | 6 |
| 3 | Анже Дакс         | 3 | 1 | 0  | 0  | 2 | 8  | 9  | -1 | 3 |
| 4 | Донбасс           | 3 | 1 | 0  | 0  | 2 | 6  | 6  | 0  | 3 |

Время местное (UTC+1).
| 18 ноября 2016 16:00 | Донбасс | 2 : 3 (1:0, 1:2, 0:1) | Анже Дакс | Ледовая арена, Оденсе Зрителей: 426 |

| Отчёт | Отчёт                              | Отчёт                                                                                                 | Отчёт       | Отчёт                                |
| --- | ---------------------------------- | --- | ----------- | ------------------------------------ |
| |                                    | |             |                                      |
| | Евгений Царегородцев — 00:00-58:16 | Вратари                                                                                               | Лео Бертейн | Судья: Влодзимеж Марчук Денис Наумов |
| | Голы:                              | |             | Судья: Влодзимеж Марчук Денис Наумов |
| Игорь Шаманский — 19:13 (Ш. Рамазанов, Е. Безуглый) Александр Победоносцев — 39:44 (Е. Никифоров, В. Толстушко) | 1:0 1:1 1:2 :2 2:3                 | 30:27 — Максим Лакруа (Р. Габорит) 33:22 — Матьё Фрекон (Р. Габорит, П. Баен) 42:44 — Джонатан Лессар |             | Судья: Влодзимеж Марчук Денис Наумов |
| |                                    | |             | Судья: Влодзимеж Марчук Денис Наумов |
| |                                    | |             | Судья: Влодзимеж Марчук Денис Наумов |
| |                                    | |             | Судья: Влодзимеж Марчук Денис Наумов |
| 20 мин | Штраф                              | 20 мин                                                                                                |             | Судья: Влодзимеж Марчук Денис Наумов |
| |                                    | |             |                                      |
| | 26                                 | Броски                                                                                                | 24          |                                      |

| 18 ноября 2016 20:00 | Оденсе Бульдогс | 4 : 5 (1:2, 1:2, 2:1) | Ноттингем Пантерс | Ледовая арена, Оденсе Зрителей: 684 |

| Отчёт | Отчёт                                     | Отчёт | Отчёт                                                   | Отчёт                        |
| --- | ----------------------------------------- | --- | ------------------------------------------------------- | ---------------------------- |
| |                                           | |                                                         |                              |
| | Тадеаш Галански — 00:00-59:03 59:09-59:17 | Вратари | Миика Виикман — 00:00-41:08 Индржих Пацль — 41:09-60:00 | Судья: Робин Берг Бретт Шева |
| | Голы:                                     | |                                                         | Судья: Робин Берг Бретт Шева |
| Робин Стернер— 13:29 (Симон Грёнвальт, Расмус Бьеррум) Робин Стернер— 33:17 (Расмус Бьеррум, Хенрик Нильсен) Расмус Лио — 49:43 (Фредерик Хёг) Дейл Митчелл — 59:09 (Матиас Тиннесен, Оливер Ларсен) | 0:1 :1 1:2 1:3 1:4 2:4 2:5 3:5 4:5        | '12:52 — Оливер Беттеридж (Р. Лахович, П. Калуш) 16:58 — Брэд Моран (Р. Макмиллан, П. Калуш) 25:15 — Мэттью Картер (А. Никифорук, Р. Лахович) 29:43 — Петер Калуш (А. Никифорук) 46:23 — Брайан Макгрэттен (Р. Фармер) |                                                         | Судья: Робин Берг Бретт Шева |
| |                                           | |                                                         | Судья: Робин Берг Бретт Шева |
| |                                           | |                                                         | Судья: Робин Берг Бретт Шева |
| |                                           | |                                                         | Судья: Робин Берг Бретт Шева |
| 6 мин | Штраф                                     | 6 мин |                                                         | Судья: Робин Берг Бретт Шева |
| |                                           | |                                                         |                              |
| | 29                                        | Броски | 29                                                      |                              |

| 19 ноября 2016 15:00 | Анже Дакс | 3 : 4 (2:1, 0:2, 1:1) | Ноттингем Пантерс | Ледовая арена, Оденсе Зрителей: 437 |

| Отчёт | Отчёт                       | Отчёт | Отчёт         | Отчёт                              |
| --- | --------------------------- | --- | ------------- | ---------------------------------- |
| |                             | |               |                                    |
| | Лео Бертейн                 | Вратари | Индржих Пацль | Судья: Робин Берг Влодзимеж Марчук |
| | Голы:                       | |               | Судья: Робин Берг Влодзимеж Марчук |
| Джонатан Лессар (бол.) — 03:48 (Шарль-Оливье Руссель) Джонатан Лессар (бол.) — 19:27 (Робин Габорит, Коди Кампбелл) Гари Левек — 59:38 (Джонатан Лессар) | 1:0 1:1 2:1 2:2 2:3 2:4 3:4 | 07:11 — Джеффри Браун (Александр Никифорук, Мэттью Картер) 24:07 — Брэд Моран (Александр Никифорук, Кристиан Кудроч) 35:23 — Кристиан Кудроч (Роберт Макмиллан, Петер Калуш) 55:03 — Брайан Макгрэттен (Роберт Фармер) |               | Судья: Робин Берг Влодзимеж Марчук |
| |                             | |               | Судья: Робин Берг Влодзимеж Марчук |
| |                             | |               | Судья: Робин Берг Влодзимеж Марчук |
| |                             | |               | Судья: Робин Берг Влодзимеж Марчук |
| 2 мин | Штраф                       | 12 мин |               | Судья: Робин Берг Влодзимеж Марчук |
| |                             | |               |                                    |
| | 16                          | Броски | 24            |                                    |

| 19 ноября 2016 19:00 | Оденсе Бульдогс | 2 : 1 (1:1, 1:0, 2:1) | Донбасс | Ледовая арена, Оденсе Зрителей: 592 |

| Отчёт                                                                                              | Отчёт           | Отчёт                | Отчёт                | Отчёт                          |
| -------------------------------------------------------------------------------------------------- | --------------- | -------------------- | -------------------- | ------------------------------ |
| |                 |                      |                      |                                |
| | Тадеаш Галански | Вратари              | Евгений Царегородцев | Судья: Денис Наумов Бретт Шева |
| | Голы:           |                      |                      | Судья: Денис Наумов Бретт Шева |
| Тони Романо — 15:53 (Дейл Митчелл) Тони Романо— 45:57 (Себастьян Страндберг, Мартин Ларсен) (бол.) | 0:1 :1 2:1      | 11:44 — Роман Благой |                      | Судья: Денис Наумов Бретт Шева |
| |                 |                      |                      | Судья: Денис Наумов Бретт Шева |
| |                 |                      |                      | Судья: Денис Наумов Бретт Шева |
| |                 |                      |                      | Судья: Денис Наумов Бретт Шева |
| 10 мин                                                                                             | Штраф           | 14 мин               |                      | Судья: Денис Наумов Бретт Шева |
| |                 |                      |                      |                                |
| | 30              | Броски               | 21                   |                                |

| 20 ноября 2016 12:00 | Ноттингем Пантерс | 1 : 3 (0:0, 0:1, 1:2) | Донбасс | Ледовая арена, Оденсе Зрителей: 273 |

| Отчёт                                             | Отчёт                                   | Отчёт | Отчёт                | Отчёт                              |
| ------------------------------------------------- | --------------------------------------- | --- | -------------------- | ---------------------------------- |
|                                                   |                                         | |                      |                                    |
|                                                   | Индржих Пацль - 00:00-59:09 59:33-60:00 | Вратари                                                                                                   | Евгений Царегородцев | Судья: Влодзимеж Марчук Бретт Шева |
|                                                   | Голы:                                   | |                      | Судья: Влодзимеж Марчук Бретт Шева |
| Брэд Моран - 48:46 (Кристиан Кудроч, Петер Калуш) | 0:1 0:2 1:2 1:3                         | 27:28 — Виктор Захаров (Денис Кочетков, Олег Шафаренко) 42:58 — Егор Егоров 59:33 — Олег Шафаренко (п.в.) |                      | Судья: Влодзимеж Марчук Бретт Шева |
|                                                   |                                         | |                      | Судья: Влодзимеж Марчук Бретт Шева |
|                                                   |                                         | |                      | Судья: Влодзимеж Марчук Бретт Шева |
|                                                   |                                         | |                      | Судья: Влодзимеж Марчук Бретт Шева |
| 12 мин                                            | Штраф                                   | 8 мин |                      | Судья: Влодзимеж Марчук Бретт Шева |
|                                                   |                                         | |                      |                                    |
|                                                   | 34                                      | Броски | 24                   |                                    |

| 20 ноября 2016 16:00 | Анже Дакс | 2 : 3 (0:1, 2:1, 0:1) | Оденсе Бульдогс | Ледовая арена, Оденсе Зрителей: 615 |

| Отчёт                                                                         | Отчёт                     | Отчёт | Отчёт           | Отчёт                          |
| ----------------------------------------------------------------------------- | ------------------------- | --- | --------------- | ------------------------------ |
|                                                                               |                           | |                 |                                |
|                                                                               | Лео Бертейн — 00:00-59:02 | Вратари | Тадеаш Галански | Судья: Робин Берг Денис Наумов |
|                                                                               | Голы:                     | |                 | Судья: Робин Берг Денис Наумов |
| Матьё Ганьон (бол.) — 28:13 (Гари Левек) Робин Габорит — 29:41 (Матьё Ганьон) | 0:1 :1 1:2 :2 2:3         | 00:55 — Расмус Бьеррум (Тони Романо) 29:15 — Оливер Ларсен (Тони Романо, Дейл Митчелл) 57:59 — Михаэль Эскесен (бол.) (Дейл Митчелл, Тони Романо) |                 | Судья: Робин Берг Денис Наумов |
|                                                                               |                           | |                 | Судья: Робин Берг Денис Наумов |
|                                                                               |                           | |                 | Судья: Робин Берг Денис Наумов |
|                                                                               |                           | |                 | Судья: Робин Берг Денис Наумов |
| 12 мин                                                                        | Штраф                     | 10 мин |                 | Судья: Робин Берг Денис Наумов |
|                                                                               |                           | |                 |                                |
|                                                                               | 35                        | Броски | 25              |                                |

### Группа E
| М | Команда          | И | В | ВО | ПО | П | ШЗ | ШП | РШ | О |
| - | ---------------- | - | - | -- | -- | - | -- | -- | -- | - |
| 1 | Риттен Спорт     | 3 | 3 | 0  | 0  | 0 | 10 | 6  | +4 | 9 |
| 2 | Бейбарыс         | 3 | 2 | 0  | 0  | 2 | 10 | 6  | +4 | 6 |
| 3 | Шахтёр Солигорск | 3 | 1 | 0  | 0  | 2 | 4  | 7  | -3 | 3 |
| 4 | Тыхы             | 3 | 0 | 0  | 0  | 3 | 5  | 10 | -5 | 0 |

Время местное (UTC+1).
| 18 ноября 2016 16:00 | Бейбарыс | 4 : 1 (1:1, 1:0, 2:0) | Шахтёр Солигорск | Арена Риттен, Ренон Зрителей: 283 |

| Отчёт | Отчёт              | Отчёт                                    | Отчёт          | Отчёт                                    |
| --- | ------------------ | ---------------------------------------- | -------------- | ---------------------------------------- |
| |                    |                                          |                |                                          |
| | Адам Свобода       | Вратари                                  | Максим Малютин | Судья: Джимми Бергамелли Мирослав Штефик |
| | Голы:              |                                          |                | Судья: Джимми Бергамелли Мирослав Штефик |
| Дмитрий Степанов - 10:45 (Максим Коробов, Альберт Вишняков) Илья Малюшкин - 37:03 (Томаш Вак) Томаш Вак (бол.) - 53:02 (Илья Малюшкин) Альберт Вишняков - 59:19 (Максим Коробов, Денис Макаров) | 0:1 :1 2:1 3:1 4:1 | 10:30 - Артём Демков (Виктор Андрущенко) |                | Судья: Джимми Бергамелли Мирослав Штефик |
| |                    |                                          |                | Судья: Джимми Бергамелли Мирослав Штефик |
| |                    |                                          |                | Судья: Джимми Бергамелли Мирослав Штефик |
| |                    |                                          |                | Судья: Джимми Бергамелли Мирослав Штефик |
| 4 мин | Штраф              | 2 мин                                    |                | Судья: Джимми Бергамелли Мирослав Штефик |
| |                    |                                          |                |                                          |
| | 31                 | Броски                                   | 19             |                                          |

| 18 ноября 2016 20:00 | Риттен Спорт | 4 : 3 (0:0, 1:0, 3:3) | Тыхы | Арена Риттен, Ренон Зрителей: 1502 |

| Отчёт | Отчёт                     | Отчёт | Отчёт                        | Отчёт                              |
| --- | ------------------------- | --- | ---------------------------- | ---------------------------------- |
| |                           | |                              |                                    |
| | Патрик Киллен             | Вратари | Штефан Жигарди — 00:00-59:33 | Судья: Бенджамин Хоппе Кен Моллард |
| | Голы:                     | |                              | Судья: Бенджамин Хоппе Кен Моллард |
| Джейсон Уильямс — 33:50 (Джаред Гомес, Томмазо Траверса) Фабиан Эбнер — 48:23 (Джейсон Уильямс) Джейсон Уильямс — 54:24 Джаред Гомес — 59:14 (Кристиан Боргателло) | 1:0 1:1 1:2 :2 2:3 :3 4:3 | 41:23 - Радослав Галант (Матеуш Беперщ, Марцин Колюш) 44:57 - Марцин Колюш (Матеуш Беперщ) 49:51 - Ярослав Ржешутко (Якуб Витецки) |                              | Судья: Бенджамин Хоппе Кен Моллард |
| |                           | |                              | Судья: Бенджамин Хоппе Кен Моллард |
| |                           | |                              | Судья: Бенджамин Хоппе Кен Моллард |
| |                           | |                              | Судья: Бенджамин Хоппе Кен Моллард |
| 2 мин | Штраф                     | 16 мин |                              | Судья: Бенджамин Хоппе Кен Моллард |
| |                           | |                              |                                    |
| | 27                        | Броски | 27                           |                                    |

| 19 ноября 2016 15:00 | Шахтёр Солигорск | 2 : 0 (0:0, 1:0, 1:0) | Тыхы | Арена Риттен, Ренон Зрителей: 350 |

| Отчёт                                                                                      | Отчёт           | Отчёт   | Отчёт                                    | Отчёт                              |
| ------------------------------------------------------------------------------------------ | --------------- | ------- | ---------------------------------------- | ---------------------------------- |
|                                                                                            |                 |         |                                          |                                    |
|                                                                                            | Кевин Линдскоуг | Вратари | Штефан Жигарди - 00:00-57:59 58:42-58:59 | Судья: Кен Моллард Мирослав Штефик |
|                                                                                            | Голы:           |         |                                          | Судья: Кен Моллард Мирослав Штефик |
| Андрей Михалёв - 24:24 (Тони Видгрен, Илья Камбович) Натан Робинсон - 55:32 (Артём Демков) | 1:0 2:0         |         |                                          | Судья: Кен Моллард Мирослав Штефик |
|                                                                                            |                 |         |                                          | Судья: Кен Моллард Мирослав Штефик |
|                                                                                            |                 |         |                                          | Судья: Кен Моллард Мирослав Штефик |
|                                                                                            |                 |         |                                          | Судья: Кен Моллард Мирослав Штефик |
| 8 мин                                                                                      | Штраф           | 4 мин   |                                          | Судья: Кен Моллард Мирослав Штефик |
|                                                                                            |                 |         |                                          |                                    |
|                                                                                            | 28              | Броски  | 14                                       |                                    |

| 19 ноября 2016 19:00 | Риттен Спорт | 3 : 2 (0:0, 1:1, 2:1) | Бейбарыс | Арена Риттен, Ренон Зрителей: 1300 |

| Отчёт | Отчёт             | Отчёт | Отчёт                      | Отчёт                                    |
| --- | ----------------- | --- | -------------------------- | ---------------------------------------- |
| |                   | |                            |                                          |
| | Патрик Киллен     | Вратари | Адам Свобода — 00:00-59:51 | Судья: Джимми Бергамелли Бенджамин Хоппе |
| | Голы:             | |                            | Судья: Джимми Бергамелли Бенджамин Хоппе |
| Иван Тауферер — 33:09 (Томас Спинелл) Даниэль Тудин — 52:56 Джейсон Уильямс — 59:35 (Джаред Гомес, Томмазо Траверса) | 0:1 :1 1:2 :2 3:2 | 23:48 — Максим Шарифьянов (Александр Зубков, Андрей Спиридонов) 47:21 — Альберт Вишняков (Никита Цирулёв, Максим Коробов) |                            | Судья: Джимми Бергамелли Бенджамин Хоппе |
| |                   | |                            | Судья: Джимми Бергамелли Бенджамин Хоппе |
| |                   | |                            | Судья: Джимми Бергамелли Бенджамин Хоппе |
| |                   | |                            | Судья: Джимми Бергамелли Бенджамин Хоппе |
| 6 мин | Штраф             | 0 мин |                            | Судья: Джимми Бергамелли Бенджамин Хоппе |
| |                   | |                            |                                          |
| | 31                | Броски | 20                         |                                          |

| 20 ноября 2016 15:00 | Тыхы | 2 : 4 (0:1, 1:1, 1:2) | Бейбарыс | Арена Риттен, Ренон Зрителей: 300 |

| Отчёт                                                             | Отчёт                                    | Отчёт | Отчёт        | Отчёт                                    |
| ----------------------------------------------------------------- | ---------------------------------------- | --- | ------------ | ---------------------------------------- |
|                                                                   |                                          | |              |                                          |
|                                                                   | Штефан Жигарди — 00:00-58:32 59:26-60:00 | Вратари | Адам Свобода | Судья: Джимми Бергамелли Мирослав Штефик |
|                                                                   | Голы:                                    | |              | Судья: Джимми Бергамелли Мирослав Штефик |
| Патрик Когут — 38:14 Ярослав Криштек (бол.) — 51:43 (Матеуш Брык) | 0:1 0:2 1:2 2:2 2:3 2:4                  | 19:14 — Максим Коробов (мен.) 21:39 — Никита Цирулев (Роман Смирнов) 58:22 — Михаил Паншин 59:26 — Альберт Вишняков(п.в.) (Томаш Вак) |              | Судья: Джимми Бергамелли Мирослав Штефик |
|                                                                   |                                          | |              | Судья: Джимми Бергамелли Мирослав Штефик |
|                                                                   |                                          | |              | Судья: Джимми Бергамелли Мирослав Штефик |
|                                                                   |                                          | |              | Судья: Джимми Бергамелли Мирослав Штефик |
| 0 мин                                                             | Штраф                                    | 18 мин |              | Судья: Джимми Бергамелли Мирослав Штефик |
|                                                                   |                                          | |              |                                          |
|                                                                   | 33                                       | Броски | 27           |                                          |

| 20 ноября 2016 19:00 | Шахтёр Солигорск | 1 : 3 (0:1, 1:1, 0:1) | Риттен Спорт | Арена Риттен, Ренон Зрителей: 1400 |

| Отчёт                                                          | Отчёт           | Отчёт | Отчёт         | Отчёт                              |
| -------------------------------------------------------------- | --------------- | --- | ------------- | ---------------------------------- |
|                                                                |                 | |               |                                    |
|                                                                | Кевин Линдскоуг | Вратари | Патрик Киллен | Судья: Бенджамин Хоппе Кен Моллард |
|                                                                | Голы:           | |               | Судья: Бенджамин Хоппе Кен Моллард |
| Виктор Андрущенко(бол.) — 20:28 (Артём Демков, Роман Достанко) | 0:1 :1 1:2 1:3  | 16:48 — Брэдли Коул (бол.) (Джейсон Уильямс) 33:42 — Даниэль Тудин (бол.) (Брэдли Коул) 44:10 — Джаред Гомес (Джейсон Уильямс, Фабиан Эбнер) |               | Судья: Бенджамин Хоппе Кен Моллард |
|                                                                |                 | |               | Судья: Бенджамин Хоппе Кен Моллард |
|                                                                |                 | |               | Судья: Бенджамин Хоппе Кен Моллард |
|                                                                |                 | |               | Судья: Бенджамин Хоппе Кен Моллард |
| 8 мин                                                          | Штраф           | 12 мин |               | Судья: Бенджамин Хоппе Кен Моллард |
|                                                                |                 | |               |                                    |
|                                                                | 25              | Броски | 33            |                                    |

## Суперфинал
Суперфинал прошёл с 13 по 15 января 2017 года в Реноне Италия. 
|  | Победитель Континентального кубка по хоккею с шайбой 2016/17 |

| М | Команда           | И | В | ВО | ПО | П | ШЗ | ШП | РШ | О |
| - | ----------------- | - | - | -- | -- | - | -- | -- | -- | - |
| 1 | Ноттингем Пантерс | 3 | 2 | 1  | 0  | 0 | 9  | 3  | +6 | 8 |
| 2 | Бейбарыс          | 3 | 0 | 1  | 2  | 0 | 7  | 8  | -1 | 4 |
| 3 | Оденсе Бульдогс   | 3 | 1 | 0  | 1  | 1 | 6  | 6  | 0  | 4 |
| 4 | Риттен Спорт      | 3 | 0 | 1  | 0  | 2 | 5  | 10 | -5 | 2 |

Время местное (UTC+1).
| 13 января 2017 16:00 | Ноттингем Пантерс | 2 : 0 (0:0, 1:0, 1:0) | Оденсе Бульдогс | Арена Риттен, Ренон Зрителей: 450 |

| Отчёт                                                                                      | Отчёт                       | Отчёт   | Отчёт                         | Отчёт                               |
| ------------------------------------------------------------------------------------------ | --------------------------- | ------- | ----------------------------- | ----------------------------------- |
|                                                                                            |                             |         |                               |                                     |
|                                                                                            | Миика Виикман — 00:00—60:00 | Вратари | 00:00—58:22 — Тадеаш Галански | Судья: Оливер Гуин Ладислав Сметана |
|                                                                                            | Голы:                       |         |                               | Судья: Оливер Гуин Ладислав Сметана |
| Брэд Моран — 39:37' (Стефан Шульц, Джейсон Уильямс) Брэд Моран(бол.) — 46:48 (Джефф Браун) | 1:0 2:0                     |         |                               | Судья: Оливер Гуин Ладислав Сметана |
|                                                                                            |                             |         |                               | Судья: Оливер Гуин Ладислав Сметана |
|                                                                                            |                             |         |                               | Судья: Оливер Гуин Ладислав Сметана |
|                                                                                            |                             |         |                               | Судья: Оливер Гуин Ладислав Сметана |
| 4 мин                                                                                      | Штраф                       | 6 мин   |                               | Судья: Оливер Гуин Ладислав Сметана |
|                                                                                            |                             |         |                               |                                     |
|                                                                                            | 27                          | Броски  | 29                            |                                     |

| 13 января 2017 20:00 | Бейбарыс | 2 : 3(Б) (1:2, 0:0, 1:0, 0:0, 0:1) | Риттен Спорт | Арена Риттен, Ренон Зрителей: 1081 |

| Отчёт | Отчёт                      | Отчёт                                                                                            | Отчёт                       | Отчёт                                  |
| --- | -------------------------- | ------------------------------------------------------------------------------------------------ | --------------------------- | -------------------------------------- |
| |                            |                                                                                                  |                             |                                        |
| | Адам Свобода — 00:00-65:00 | Вратари                                                                                          | 00:00-65:00 — Патрик Киллен | Судья: Михаил Бутурлин Паюла Яри-Пекка |
| | Голы:                      |                                                                                                  |                             | Судья: Михаил Бутурлин Паюла Яри-Пекка |
| Альберт Вишняков(бол.) — 06:00 (Максим Коробов) Александр Журун(бол.) — 53:32 (Дмитрий Степанов, Альберт Вишняков) | 1:0 1:1 1:2 :2 2:3         | 08:21 — Брэдли Коул (Джулиан Костнер) 17:39 — Томас Спинелл(бол.) (Фабиан Эбнер) Виктор Альстрём |                             | Судья: Михаил Бутурлин Паюла Яри-Пекка |
| |                            |                                                                                                  |                             | Судья: Михаил Бутурлин Паюла Яри-Пекка |
| |                            |                                                                                                  |                             | Судья: Михаил Бутурлин Паюла Яри-Пекка |
| |                            |                                                                                                  |                             | Судья: Михаил Бутурлин Паюла Яри-Пекка |
| 10 мин | Штраф                      | 10 мин                                                                                           |                             | Судья: Михаил Бутурлин Паюла Яри-Пекка |
| |                            |                                                                                                  |                             |                                        |
| | 31                         | Броски                                                                                           | 27                          |                                        |

| 14 января 2017 15:00 | Ноттингем Пантерс | 3 : 2(Б) (1:1, 0:0, 1:1, 0:0, 1:0) | Бейбарыс | Арена Риттен, Ренон Зрителей: 723 |

| Отчёт  | Отчёт                       | Отчёт   | Отчёт                                                  | Отчёт                                    |
| ------ | --------------------------- | ------- | ------------------------------------------------------ | ---------------------------------------- |
|        |                             |         |                                                        |                                          |
|        | Миика Виикман — 00:00-65:00 | Вратари | 00:00-22:40 — Адам Свобода 22:40-65:00 — Артём Микушин | Судья: Владимир Балуска Ладислав Сметана |
|        |                             |         |                                                        | Судья: Владимир Балуска Ладислав Сметана |
|        |                             |         |                                                        | Судья: Владимир Балуска Ладислав Сметана |
|        |                             |         |                                                        | Судья: Владимир Балуска Ладислав Сметана |
|        |                             |         |                                                        | Судья: Владимир Балуска Ладислав Сметана |
|        |                             |         |                                                        | Судья: Владимир Балуска Ладислав Сметана |
| 12 мин | Штраф                       | 12 мин  |                                                        | Судья: Владимир Балуска Ладислав Сметана |
|        |                             |         |                                                        |                                          |
|        | 34                          | Броски  | 33                                                     |                                          |

| 14 января 2017 19:00 | Риттен Спорт | 1 : 4 (0:1, 0:1, 1:2) | Оденсе Бульдогс | Арена Риттен, Ренон Зрителей: 1735 |

| Отчёт  | Отчёт                                   | Отчёт   | Отчёт                         | Отчёт                              |
| ------ | --------------------------------------- | ------- | ----------------------------- | ---------------------------------- |
|        |                                         |         |                               |                                    |
|        | Патрик Киллен — 00:00-56:26 58:03-60:00 | Вратари | 00:00—60:00 — Тадеаш Галански | Судья: Оливер Гуин Паюла Яри-Пекка |
|        |                                         |         |                               | Судья: Оливер Гуин Паюла Яри-Пекка |
|        |                                         |         |                               | Судья: Оливер Гуин Паюла Яри-Пекка |
|        |                                         |         |                               | Судья: Оливер Гуин Паюла Яри-Пекка |
|        |                                         |         |                               | Судья: Оливер Гуин Паюла Яри-Пекка |
|        |                                         |         |                               | Судья: Оливер Гуин Паюла Яри-Пекка |
| 30 мин | Штраф                                   | 12 мин  |                               | Судья: Оливер Гуин Паюла Яри-Пекка |
|        |                                         |         |                               |                                    |
|        | 37                                      | Броски  | 27                            |                                    |

| 15 января 2017 15:00 | Оденсе Бульдогс | 2 : 3(OT) (1:0, 1:1, 0:1, 0:1) | Бейбарыс | Арена Риттен, Ренон Зрителей: 550 |

| Отчёт | Отчёт                         | Отчёт | Отчёт                                    | Отчёт                                   |
| --- | ----------------------------- | --- | ---------------------------------------- | --------------------------------------- |
| |                               | |                                          |                                         |
| | Тадеаш Галански — 00:00—64:35 | Вратари | 00:00-58:50, 59:46-64:35 — Артём Микушин | Судья: Владимир Балуска Михаил Бутурлин |
| | Голы:                         | |                                          | Судья: Владимир Балуска Михаил Бутурлин |
| Робин Стернер — 00:48 (Расмус Бьеррум, Фредерик Хёг) Миккель Нильсен — 34:36 (Тони Романо, Себастьян Страндберг) | 1:0 2:0 2:1 2:2 2:3           | 39:05 — Алексей Рыжих (Александр Зубков) 59:46 — Максим Коробов 64:35 — Альберт Вишняков (Элиэзер Щербатов) |                                          | Судья: Владимир Балуска Михаил Бутурлин |
| |                               | |                                          | Судья: Владимир Балуска Михаил Бутурлин |
| |                               | |                                          | Судья: Владимир Балуска Михаил Бутурлин |
| |                               | |                                          | Судья: Владимир Балуска Михаил Бутурлин |
| 4 мин | Штраф                         | 4 мин |                                          | Судья: Владимир Балуска Михаил Бутурлин |
| |                               | |                                          |                                         |
| | 25                            | Броски | 45                                       |                                         |

| 15 января 2017 19:00 | Риттен Спорт | 1 : 4 (0:1, 1:2, 0:1) | Ноттингем Пантерс | Арена Риттен, Ренон Зрителей: 1982 |

| Отчёт  | Отчёт                                   | Отчёт   | Отчёт                       | Отчёт                              |
| ------ | --------------------------------------- | ------- | --------------------------- | ---------------------------------- |
|        |                                         |         |                             |                                    |
|        | Патрик Киллен — 00:00-58:25 59:23-60:00 | Вратари | 00:00-60:00 — Миика Виикман | Судья: Оливер Гуин Паюла Яри-Пекка |
|        | Голы:                                   |         |                             | Судья: Оливер Гуин Паюла Яри-Пекка |
|        | 0:1 0:2 1:2 1:3 1:4'                    |         |                             | Судья: Оливер Гуин Паюла Яри-Пекка |
|        |                                         |         |                             | Судья: Оливер Гуин Паюла Яри-Пекка |
|        |                                         |         |                             | Судья: Оливер Гуин Паюла Яри-Пекка |
|        |                                         |         |                             | Судья: Оливер Гуин Паюла Яри-Пекка |
| 12 мин | Штраф                                   | 10 мин  |                             | Судья: Оливер Гуин Паюла Яри-Пекка |
|        |                                         |         |                             |                                    |
|        | 37                                      | Броски  | 28                          |                                    |

### Лучшие бомбардиры
| Игрок                | Команда           | И | Г | П | О | Штр | +/− |
| -------------------- | ----------------- | - | - | - | - | --- | --- |
| Брэд Моран           | Ноттингем Пантерс | 3 | 2 | 2 | 4 | 4   | +1  |
| Альберт Вишняков     | Бейбарыс          | 3 | 2 | 2 | 4 | 4   | +1  |
| Джейсон Уильямс      | Ноттингем Пантерс | 3 | 1 | 3 | 4 | 0   | +1  |
| Роберт Фармер        | Ноттингем Пантерс | 3 | 2 | 1 | 3 | 2   | +1  |
| Дмитрий Степанов     | Бейбарыс          | 3 | 2 | 1 | 3 | 0   | -1  |
| Себастьян Страндберг | Оденсе Бульдогс   | 3 | 2 | 1 | 3 | 2   | +1  |
| Тони Романо          | Оденсе Бульдогс   | 3 | 0 | 3 | 3 | 0   | -1  |
| Крис Лоуренс         | Ноттингем Пантерс | 3 | 2 | 0 | 2 | 0   | +1  |
| Брэдли Коул          | Риттен Спорт      | 3 | 1 | 1 | 2 | 4   | 0   |
| Максим Коробов       | Бейбарыс          | 3 | 1 | 1 | 2 | 0   | +1  |

Примечание: И = Количество проведённых игр; Г = Голы; П = Голевые передачи; О = Очки; Штр = Штрафное время; +/− = Плюс-минус
По данным:iihf.com

### Индивидуальные награды
| Амплуа     | Игрок            | Команда           |
| ---------- | ---------------- | ----------------- |
| Вратарь    | Миика Викман     | Ноттингем Пантерс |
| Защитник   | Дмитрий Степанов | Бейбарыс          |
| Нападающий | Альберт Вишняков | Бейбарыс          |

По данным:iihf.com